# Górzyca (województwo lubuskie)
Górzyca (Górzyca Odrzańska, niem. Göritz (Oder)) – wieś o charakterze miejskim w Polsce położona w województwie lubuskim, w powiecie słubickim, nad rzeką Odra i kanałem Racza Struga. Siedziba gminy Górzyca. Dawniej miasto; uzyskała lokację miejską przed 1299 rokiem, zdegradowana po 1342 roku, ponowne nadanie praw miejskich w 1375 roku, degradacja w 1608 roku, nadanie praw miejskich w 1808 roku, degradacja w 1947 roku.
Według danych z 2009 r. Górzyca liczyła 1539 mieszkańców.

## Pochodzenie nazwy
Nazwa osady Górzyca (Gorice, Goriza) przyjęła się od nazwy wzniesienia (góry), które rozciąga się od strony południowej i wschodniej. W języku niemieckim nazwa urzędowo brzmiała Göritz (Oder), a formą oboczną była Göritz an der Oder.

## Katedra biskupów lubuskich
Na obszarze Kępy Targacz znajdują się relikty nieistniejącej katedry. Miejsce to ustalono w roku 2013 w wyniku badań nieinwazyjnych, gdy znaleziono fragmenty fundamentów świątyni, drogi, budynków, cmentarza i fosy. Górzyca stała się siedzibą biskupstwa i kapituły lubuskiej w 1276 roku, a zniszczona została ok. 1326 przez mieszczan frankfurckich w odwecie za najazd Władysława Łokietka na Nową Marchię i nie podniosła się już z ruin, przestając być stolica biskupstwa lubuskiego. W miejscu zniszczonej katedry powstało w XIV wieku sanktuarium maryjne, które w roku 1551 również zostało zrabowane i zburzone. Katedra górzycka została wzmiankowana po raz pierwszy w 1276 roku - jako już istniejąca. Biskupstwo lubuskie powołano w latach 1123-24, za panowania Bolesława Krzywoustego. Do 1424 r. podlegało arcybiskupowi gnieźnieńskiemu, później arcybiskupowi Magdeburga. Istniało do 1555 roku. Pierwszą siedzibą był Lubusz (obecnie Lebus w Brandenburgii), drugą Górzyca (1267-1385) a trzecią i ostatnią Fürstenwalde nad Szprewą.

## Historia
Najstarsze ślady obecności człowieka na obszarze miejscowości pochodzą z II tysiąclecia p.n.e. Badania archeologiczne wykazały względną ciągłość osadnictwa również w okresach późniejszych, tj. od XIV do II w. n.e. Miejscowość rozwinęła się u schyłku X wieku z podgrodzia słowiańskiej warowni leżącej w pobliżu miejscowości Owczary. Obszar ten wchodził wówczas w skład Polski i stanowiły ośrodek ziemi lubuskiej, przypisanej po śmierci Bolesława Krzywoustego do dzielnicy śląskiej. W 1249 książę Bolesław Rogatka sprzedał te tereny arcybiskupstwu magdeburskiemu.
Pierwsze wzmianki na temat miejscowości można znaleźć w przekazach historycznych z 1252 roku. Górzyca była wtedy własnością powstałego w latach 1123–1124 biskupstwa lubuskiego – w okresie 1207–1354 była jego stolicą wraz z sanktuarium maryjnym, a do XVIII w. stanowiła miejsce kultu maryjnego. W 1325 została spalona i złupiona przez Ericha von Wulkowa z polecenia margrabiego Ludwika I.
Tereny te bezskutecznie próbował odzyskać dla Polski Władysław I Łokietek. W 1326 roku wraz ze zbrojnymi zastępami wojsk polskich, z posiłkami Litwinów i Rusinów wyprawił się na tereny nadodrzańskie.
W dokumencie z 1329 roku Górzyca nazwana została „oppidium”, czyli miastem. W efekcie zatargów i zniszczeń, dokonanych przez Brandenburczyków i mieszczan, podupadła i przez pewien czas była wsią. Ponownie prawa miejskie odzyskano w 1808 roku.
Od 1940 roku działały tu oddziały robocze obozu jenieckiego Stalag III B-C Stare Drzewice. W latach 1940–1943(?) działał oddział roboczy jeńców francuskich, którzy pracowali w rolnictwie i przy regulacji kanału. W okresie prawdopodobnie od jesieni 1943 do 1 stycznia 1945 działał oddział roboczy jeńców włoskich, którzy pracowali w rolnictwie i przy regulacji kanału Kosinek (niem. Lücks Teerofen). W latach 1943–1945 działał oddział roboczy jeńców francuskich, który liczył 15 osób pracujących w rolnictwie. Po 1940 roku w oddziałach pracowali także jeńcy polscy.

### Po wojnie
Ludność cywilną Górzycy ewakuowano na początku stycznia 1945 roku. 5 lutego 1945 roku miejscowość została zajęta przez 8 Armię Gwardyjską Armii Czerwonej mającą sztab w Chartowie oraz przez 1 Armię Pancerną Gwardyjską. Zbudowano most pontonowy na Odrze, który 7/8 marca został uszkodzony przez cztery Mistele. W Górzycy działał szpital polowy pn. 54 Punkt Ewakuacyjny w Göritz, należący do Polowego Punktu Ewakuacyjnego nr 109 podporządkowanemu 8 Armii Gwardyjskiej. Na obszarze Górzycy pochowano 1115 żołnierzy radzieckich. Po zakończeniu wojny w Górzycy przez około miesiąc przebywał 6 Warszawski Samodzielny Zmotoryzowany Batalion Pontonowo-Mostowy.
W połowie lutego część ludności cywilnej powróciła. Pod koniec kwietnia zaczęli docierać pierwsi polscy osadnicy. Od maja 1945 roku ludność narodowości niemieckiej zaczęła opuszczać Górzycę. 13 marca 1946 roku wydano zarządzenie o wysiedleniu ludności niemieckiej, jej ostatni przedstawiciele opuścili Górzycę w czerwcu 1946. W 1946 do Górzycy przybyło 100 polskich osadników. Początkowo posługiwano się polską nazwą miejscowości Gorzyce Lubuskie – tak nazywał się przystanek kolejowy. 12 listopada 1946 roku ustalono urzędową nazwę Górzyca.
Zarząd Miejski powstał najpóźniej w czerwcu 1945. 20 listopada 1945 powstała Miejska Rada Narodowa, licząca 5 członków, w tym burmistrza Jana Lewandowskiego. 27 kwietnia 1946 Powiatowa Rada Narodowa w Słubicach podjęła uchwałę nr 31 w sprawie likwidacji gminy miejskiej w Górzycy. Następnie Prezydium Powiatowej Rady Narodowej w Słubicach 17 maja 1946 podjęło uchwałę nr 60 w sprawie likwidacji samorządu miejskiego w Górzycy i utworzenie w jego miejsce samorządu wiejskiego. Ostatnie posiedzenie Miejskiej Rady Narodowej w Górzycy odbyło się 28 lipca 1946.
W latach 50. rozpoczęto tworzenie Cmentarza Wojennego. Na cmentarz miały zostać przeniesione mogiły z obszaru Górzycy i okolic. Rozpoczęto prace nad ogrodzeniem i wstępnie przeniesiono część szczątków, jednak prace przerwano – zapadła decyzja o utworzeniu Cmentarza Żołnierzy Radzieckich w Cybince-Podbiałkowie, dokąd przeniesiono mogiły z Górzycy. Część mogił żołnierzy Armii Czerwonej z obszaru Górzycy przeniesiono także na utworzony w 1952 roku Cmentarz Wojenny w Gorzowie Wielkopolskim. Tym samym na terenie miejscowości nie pozostawiono żadnych miejsc spoczynku żołnierzy Armii Czerwonej.
W latach 1952–1957 we wsi działało Rolnicze Zrzeszenie Spółdzielcze „Pogranicze”.

### Posterunek Policji
W 1945 przy ul. Wolności powstał posterunek Milicji Obywatelskiej. W latach 70. stan etatowy wynosił trzech milicjantów. Później przekształcony w Posterunek Policji Lokalnej, a następnie Rewir Dzielnicowych Policji. Następnie przeniesiony do budynku Centrum Spotkań Polsko-Niemieckich (Gminny Dom Kultury).

### Urząd Pocztowy
W 1945 roku zorganizowano Urząd Pocztowy Poczty Polskiej. W 2011 w urzędzie pozostała tylko służba nadawcza, a placówkę z urzędu pocztowego przekształcono w Filialny Urząd Pocztowy w Górzycy, podległy pod Urząd Pocztowy Słubice 1.

### Szkoła
3 września 1946 roku w budynku prywatnym przy ul. 1 Maja zaczęła działać szkoła powszechna, od 1950 szkoła podstawowa. 3 września 1946 w szkole uczyło się 60 dzieci z Górzycy i sąsiednich wsi. Na początku roku szkolnego 1947/1948 liczba uczniów wynosiła 97, głównie na skutek napływu osiedleńców z Wielkopolski. Po przeprowadzce z budynku prywatnego szkoła mieściła się w budynku kinowo-widowiskowym przy ul. 1 Maja, później przeniesiona do budynku nr 1 przy ulicy 1 Maja.
29 września 1958 zawiązał się Społeczny Komitet Budowy Szkoły. Komitet zadeklarował jednorazową składkę, przekazanie dochodów z zabaw tanecznych. Nauczycielstwo Ogniska Związku Nauczycielstwa Polskiego w Górzycy postanowiło dobrowolnie oskładkować się i wpłacać miesięcznie 3 lub 5 zł.
W końcu lat 50. w SP działało kółko artystyczne, rytmiczne, taneczne i recytatorskie.
W 1960 wmurowano akt erekcyjny pod budowę nowej szkoły. Szkoła-pomnik tysiąclecia państwa polskiego nr 346, ufundowana przez Związek Zawodowy Pracowników Rolnych w PRL i Społeczny Fundusz Budowy Szkół została uroczyście otwarta 3 czerwca 1962 roku. Nowy budynek miał 7 sal lekcyjnych, w tym gabinety fizyko-chemiczny i biologiczny, a także szatnię, czytelnię, bibliotekę. Czytelnia pełniła także funkcję świetlicy oraz pracowni zajęć praktyczno-technicznych (później informatyki). Centrala Zbytu Węgla w Katowicach ufundowała telewizor do świetlicy oraz objęła patronat nad szkołą, a mieszkańcy wsi ufundowali sztandar. Szkoła nie miała sali gimnastycznej. Powstały kółka plastyczne, turystyczno-krajoznawcze, fizyczne, biologiczne, chemiczne i matematyczne. Szkole nadano imię Władysława Broniewskiego.
Do dotychczasowego budynku w 1976 przeniesiono Urząd Gminy.
Od 1959 działała także Szkoła Przysposobienia Rolniczego, obejmująca Górzycę i Owczary, pod opieką miejscowego PGR. Następnie w latach 1963–1972 działała jako Zasadnicza Szkoła Rolnicza. W latach 1972–1973 działała również Szkoła Podstawowa dla Pracujących.
Obsługę biblioteczną szkoły zapewniała Biblioteka Publiczno-Szkolna w Górzycy.
W 1999 roku rozpoczęło funkcjonowanie Publiczne Gimnazjum w Górzycy, które wraz ze szkołą podstawową tworzyło Zespół Szkół w Górzycy. Po powstaniu gimnazjum klasy 1–3 szkoły podstawowej przeniesiono do budynku po byłym Przedszkolu Samorządowym w Górzycy, który wcześniej pełnił rolę siedziby Państwowego Przedsiębiorstwa Gospodarki Rolnej.
1 września 2017 Publiczne Gimnazjum zostało zlikwidowane w ramach przekształceń w oświacie.

### Drużyna Harcerska
Przy Szkole Podstawowej w Górzycy działała 6 Drużyna Harcerska im. Zawiszy Czarnego, wchodząca w skład Hufca Słubice Związku Harcerstwa Polskiego. Pozwolenie na działanie drużyny wydano w 1947 roku, a powstała w 1948 roku będąc pierwszą i jednocześnie najstarszą drużyną Hufca Słubice.

### Państwowe Gospodarstwo Rolne
W 1949 zaczęto organizować Państwowe Gospodarstwo Rolne w Górzycy z siedzibą w Żabicach. Później siedziba została przeniesiona do Górzycy. W 1972 roku została wybudowana bukaciarnia – ferma bydła opasowego, później przystosowana również do chowu trzody chlewnej. W otwarciu zakładu uczestniczył prezes Rady Ministrów Piotr Jaroszewicz. W strukturze PGR-u utworzono gospodarstwo A (dotychczasowe gospodarstwo) i gospodarstwo B (Ferma Bukatów), razem tworzące Zakład Produkcji Zwierzęcej. Gospodarstwo B eksportowało swoje produkty m.in. do Włoch. Część zapłaty otrzymywało w formie towarów, np. pokrycia dachowe z azbestu. W 1972 roku utworzono Kombinat Państwowych Gospodarstw Rolnych w Górzycy, do którego włączono Państwowe Gospodarstwo Rolne w Owczarach i Państwowe Gospodarstwo Rolne w Ługach Górzyckich i utworzono z nich Zakłady Rolne jako jednostki organizacyjne Kombinatu PGR Górzyca. 1 stycznia 1976 całe przedsiębiorstwo włączono do nowo powstałego Lubuskiego Kombinatu Rolnego w Rzepinie. Na początku lat 80. z Lubuskiego Kombinatu Rolnego wyłączono i utworzono ponownie samodzielne przedsiębiorstwo państwowe pod nazwą Państwowe Przedsiębiorstwo Gospodarki Rolnej w Górzycy. W dalszym ciągu PPGR Górzyca składało się z Zakładu Produkcji Zwierzęcej (gospodarstwa A i B) oraz zakładów rolnych w Owczarach i Ługach Górzyckich. W skład przedsiębiorstwa wchodziły także Zakład Rolno-Mechanizacyjny i Zakład Remontowo-Budowlany. W skład Zakładu Produkcji Zwierzęcej wchodziła także Suszarnia Zielonek w Żabczynie. PPGR posiadało także deszczownię (później schronisko dla zwierząt) oraz warsztaty naprawcze w Kostrzynie nad Odrą. W 1988 PPGR Górzyca zatrudniało 370 osób i gospodarowało na 4322 ha ziemi. PPGR Górzyca postawiono w stan likwidacji i ostatecznie zlikwidowano 30 grudnia 1992. W momencie likwidacji PPGR Górzyca zatrudnionych było 146 pracowników a powierzchnia ogółem wynosiła 3872 ha. Z pracą w PGR-ach związanych było 70% mieszkańców gminy Górzyca. Majątek został włączony do Gospodarstwa Rolnego Skarbu Państwa w Górzycy, które następnie także zlikwidowano.
Na potrzeby bukaciarni Państwowego Gospodarstwa Rolnego (gospodarstwo B) w 1972 zostało wybudowane ujęcie wody. W latach późniejszych przyłączono do niego całą Górzycę oraz inne miejscowości. W 1984 dotychczasowe trzy studnie uzupełniono dwiema kolejnymi, z czego jedna zastąpiła poprzednią. W połowie roku 1998 stację uzdatniania wody unowocześniono.

### Urząd Gminy
W 1976 roku przeniesiono Urząd Gminy z budynku przy ulicy Kolejowej do dawnego budynku szkoły ul. 1 Maja 1, umiejscowiono tam także Zarząd Koła Gminnego Związku Bojowników o Wolność i Demokrację, który istniał co najmniej do stycznia 1993 roku. W budynku tym mieścił się także Społeczny Komitet Ochotniczej Rezerwy Milicji Obywatelskiej działający do chwili rozwiązania ORMO 11 grudnia 1989.

### Straż Pożarna
W 1947 została uruchomiona Ochotnicza Straż Pożarna, która dysponowała motopompą M-200 przewożoną konno, następnie przy użyciu ciągnika rolniczego. OSP połączyła się z Zakładową Ochotniczą Strażą Pożarną Państwowego Gospodarstwa Rolnego. W latach 70. wybudowano w czynie społecznym nową remizę. Wówczas OSP zaczęła dysponować samochodem gaśniczym Star 20 i samochodem operacyjnym Żuk. W latach 70. i na początku lat 80. jednostka Ochotniczej Straży Pożarnej prowadziła również działalność gospodarczą – uprawiała ziemię, organizowała potańcówki, dyskoteki i inne zabawy oraz pokazy filmów, a uzyskane pieniądze przeznaczała na zakup sprzętu przeciwpożarowego, umundurowania, wyposażenie świetlicy, sprzęt muzyczny i działalność kulturalno-rozrywkową. Jednostka zaczęła dysponować samochodem gaśniczym Star 244. Organizacyjnie pod OSP w Górzycy podlegały również jednostki OSP w Czarnowie, Żabicach, Pamięcinie, Radówku, Spudłowie, Stańsku, Ługach Górzyckich i Laskach Lubuskich. Wszystkie te jednostki uległy likwidacji około roku 1990, z wyjątkiem Czarnowa. W 1995 Ochotnicza Straż Pożarna w Górzycy została włączona do Krajowego Systemu Ratowniczo-Gaśniczego. Od 18 listopada 2006 OSP dysponuje, oprócz samochodu gaśniczego Star 244, samochodu operacyjnego Volkswagen Jetta i łodzi motorowej, samochodem gaśniczym Mercedes-Benz Atego 1326. W 2009 roku w świetlicy remizy powstało Centrum Kształcenia.

### Osiedle

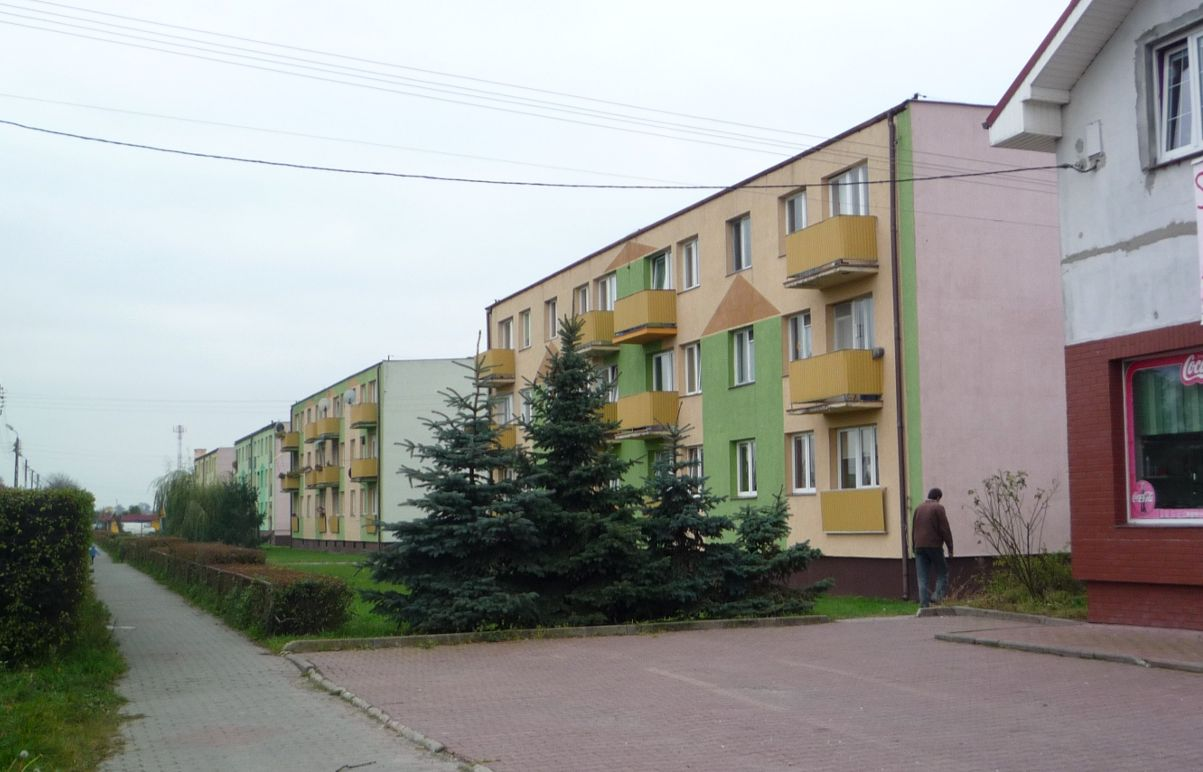
Osiedle Kwiatowe w Górzycy (wówczas jako Osiedle 40-lecia PRL)

W latach 70. i 80. powstało osiedle Państwowego Gospodarstwa Rolnego składające się z 9 bloków mieszkalnych. Na początku lat 80. wybudowano oczyszczalnię ścieków. 1 czerwca 1982 otworzono Słoneczny Plac Zabaw. W 1984 osiedlu nadano nazwę Osiedla 40-lecia PRL. W 1988 wybudowano osiedlową kotłownię. Do oczyszczalni ścieków podłączono całą miejscowość, w latach 1998–1999 ją unowocześniono, a w latach 2009–2011 przebudowano.
Od 11 lipca 2017 w związku z tzw. ustawą dekomunizacyjną zmieniono nazwę na Ulica Osiedle Kwiatowe.

### Ośrodek Zdrowia
W latach 70. przeniesiono Gminny Ośrodek Zdrowia z ul. Mikołaja Reja do budynku przy ul. Kostrzyńskiej, w miejsce po zlikwidowanej uprzednio Gminnej Spółce Wodnej (działała w latach 1976–1978). Urządzono gabinet lekarski, zabiegowy i stomatologiczny. Ośrodek działał jako samodzielny publiczny zakład opieki zdrowotnej. Rejonizacyjnie podlegał pod Szpital w Kostrzynie nad Odrą. Z czasem przy ul. Kostrzyńskiej wybudowano nowy budynek jako przybudówka do dotychczasowego, a w dotychczasowej części urządzono mieszkania lekarzy. W nowej części przez jakiś czas działał także punkt apteczny. Od 2006 placówka po przekształceniu działa jako Niepubliczny Zakład Opieki Zdrowotnej „Medyk” s.c., natomiast pielęgniarki w 2007 zarejestrowały swoje trzy indywidualne praktyki pielęgniarskie. Wiejski Ośrodek Zdrowia w Czarnowie, dotąd także działający jako samodzielny publiczny zakład opieki zdrowotnej, został przekształcony w filię Niepublicznego Zakładu Opieki Zdrowotnej „Medyk”. W 2011 w sąsiedztwie dotychczasowego budynku Gminnego Ośrodka Zdrowia został wybudowany nowy budynek, do którego została przeniesiona przychodnia „Medyk”.

### Klub Rolnika
Klub Rolnika prowadzony przez Gminną Spółdzielnię „Samopomoc Chłopska” rozpoczął działalność w 1966. Klub stanowił ośrodek działań i inicjatyw lokalnych. 22 października 1968 w klubie powstał zespół taneczny. 22 lutego 1968 powstała sekcja plastyczna. 10 lutego 1971 powstał zespół muzyczny. W 1974 roku rozpoczął działalność Klub Seniora, którego spotkania organizował Klub Rolnika. Przy klubie działał także zespół „Granica”.
W 1969 Klub Rolnika w Górzycy uzyskał tytuł Najlepszego Klubu Ziemi Lubuskiej. W 1979 roku Klub zajął IV miejsce w konkursie o Najlepszy Klub Wiejski. Dwukrotnie był nagradzany w wojewódzkim konkursie „I Klubowy Laur”: w 1983 wyróżnienie, w 1985 najwyższe wyróżnienie.

### „Nowoczesna Gospodyni”
Ośrodek „Nowoczesna Gospodyni” prowadzony był przez Gminną Spółdzielnię „Samopomoc Chłopska” w Górzycy. W ośrodku działało m.in. Koło Gospodyń Wiejskich. Ośrodek uległ likwidacji około 1990 roku.

### Gminna Spółdzielnia
W 1982 w pożarze uległa zniszczeniu piekarnia Gminnej Spółdzielni „Samopomoc Chłopska” przy ul. gen. Karola Świerczewskiego (później ul. Parkowa). Stwierdzono nieopłacalność odbudowy, jednak z polecenia władz wojskowych (stan wojenny) piekarnię odbudowano. 27 września 1983 rozpoczęto prace budowlane pod pawilon handlowy Gminnej Spółdzielni „Samopomoc Chłopska”. Część spożywczą pawilonu oddano do użytku 23 czerwca 1986, a część przemysłową 29 lipca 1986. Spółdzielnia w Górzycy zakończyła swoją działalność.

### Drogi i elektryfikacja
W październiku 1951 roku miejscowość zelektryfikowano.
W 1984 zbudowano chodnik na głównej ulicy Górzycy, ulicy Wolności. W tym roku zbudowano także Podstację Trakcyjną w Górzycy, w związku z elektryfikacją linii kolejowej nr 273 przebiegającej przez miejscowość. Podstację umiejscowiono obok Głównego Punktu Zasilania w Górzycy należącego do Zakładu Energetycznego „Gorzów” w Gorzowie Wielkopolskim.

### Dom Kultury

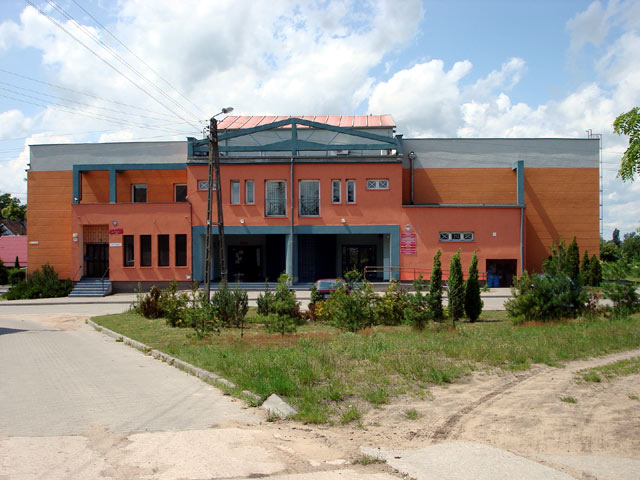
Gminny Dom Kultury w Górzycy

W 1980 roku powstał Gminny Ośrodek Kultury. Ośrodek działał bez własnego lokalu, w remizie Ochotniczej Straży Pożarnej czy w Klubie Rolnika. W 1983 roku przy GOK utworzono zespół muzyczny.
W końcu 1984 powołano Społeczny Komitet Budowy Gminnego Domu Kultury. Prace zostały przerwane po postawieniu murów w 1991 z powodu braku środków. W budynku czynna była jedynie sala gimnastyczna. Pracę wznowiono 30 września 2000 już jako Centrum Spotkań Polsko-Niemieckich, do użytku oddano 21 grudnia 2001. W budynku znalazły się: osiem dwuosobowych pokoi hotelowych, kawiarnio-bar, sala widowiskowo-sportowa, sala konferencyjna, sala języków obcych (później punkt przedszkolny), sala komputerowa, sauna, siłownia i solarium. W budynku rezyduje Gminny Ośrodek Kultury i Gminne Centrum Informacji. Do budynku przeniesiono także Gminną Bibliotekę Publiczną.

### Stadion
W latach 70. wybudowano stadion sportowy, wcześniej mecze rozgrywano na boisku przy ul. Ceglanej. W październiku 1985 zakończono jego unowocześnianie: wybudowano trybuny na 1000 osób, płytę boiska piłki nożnej i postój pojazdów. Wykonawcą była Spółdzielnia Kołek Rolniczych w Kowalowie. W grudniu 2005 na stadionie rozpoczęły się prace nad budową Kompleksu Sportowo-Rehabilitacyjnego. Powstał budynek główny z 36 miejscami hotelowymi, mini SPA, restauracją „Olimpia”, mieszkaniem służbowym i zapleczem sportowo-socjalnym, a ponadto: nowy postój pojazdów, boisko piłki nożnej, boisko wielofunkcyjne (w skład którego wchodzą: boisko do piłki nożnej, boisko do piłki ręcznej i 2 boiska do piłki siatkowej), 2 boiska piłki siatkowej plażowej, 4 korty tenisowe, bieżnia 6-torowa, skocznia w dal, skocznia wzwyż, skocznia o tyczce, rzutnia kulą, boisko do gry w piłkę koszową, skałka wspinaczkowa, parkur i stajnia na 6 koni, trybuny na 1400 osób. Zarządzający obiektem Gminny Ośrodek Kultury nie ma kontraktu z Narodowym Funduszem Zdrowia, wobec tego wszelkie zabiegi w Kompleksie Sportowo-Rehabilitacyjnym są odpłatne.

### Kościół
Na początku lutego 1945 roku w toku działań wojennych wysadzono kościół, ponieważ Niemcy wykorzystywali wieżę do wykonywania obserwacji. W 1948 roku w domu przykościelnym urządzono kaplicę pw. św. Anny. W latach 1963–1964 kaplicę rozbudowano. Uchwałą Rady Ministrów z 1973 roku przekazano na własność osoby prawnej Kościoła Rzymskokatolickiego kościół, stanowiący wcześniej własność państwową. W 1976 rozpoczęto starania o odbudowę kościoła. Zgodę na prace wydano 4 października 1979. Kolegiata pw. Matki Łaski Bożej została odbudowana w latach 1978–1983. Parafię erygowano w 1990.

### Współcześnie
Około 1996 zlikwidowano tzw. kółko rolnicze, czyli Międzykółkową Bazę Maszynową i Zakład Usług Mechanizacyjnych. W 1997 miejscowość ztelefonizowano. W latach 1997–1998 wybudowano drogę pieszo-rowerową do sąsiedniej miejscowości Owczary. A od października 2001 miejscowość zgazyfikowano. Na początku XXI w. powstała także żwirownia (przy drodze do Czarnowa). W 2001 roku zlikwidowano kasę biletową na przystanku kolejowym.
W 2004 roku ostatecznie zakończono rekultywację Gminnego Wysypiska Śmieci, odpady trafiają do Zakładu Unieszkodliwiania Odpadów Komunalnych w Długoszynie. Wysypisko miało powierzchnię 4,5 ha, z czego 2,5 ha zajmowały odpady komunalne stałe, a 2 ha popłuczka wiertnicza zwożona przez Zakład Wierceń w Zielonej Górze Polskiego Górnictwa Naftowego i Gazownictwa. Wysypisko nie spełniało norm ochrony środowiska, było obiektem niezorganizowanym, odpady były deponowane chaotycznie, brak było zabezpieczeń przed przenikaniem odcieków do środowiska. W maju 2001 roku na wysypisko zaczęły trafiać odpady komunalne z lewobrzeża Szczecina zwożone przez Miejskie Zakłady Komunalne w Kostrzynie nad Odrą, czemu w czerwcu 2001 roku sprzeciwili się mieszkańcy. Pod petycją podpisało się ponad 400 mieszkańców, a 26 czerwca 2001 o 7:00 ok. 100 mieszkańców zablokowało wjazd na wysypisko. Na blokadę wysypiska przybył przedstawiciel Zarządu Gminy i oświadczył o zerwaniu przez Gminę umowy z MZK Kostrzyn nad Odrą, przez co śmieci ze Szczecina nie będą już przywożone do Górzycy.
W 2000 Punkt Kasowy Filii w Słubicach został przejęty od Gospodarczego Banku Wielkopolski przez Bank Spółdzielczy w Ośnie Lubuskim, z czasem przekształcony w samodzielny Oddział w Górzycy. Do lat 90. mieścił się on w budynku przy ulicy Kostrzyńskiej 4, później w budynku Urzędu Gminy. W 2009 w sąsiedztwie budynku Urzędy Gminy wybudowano nowy budynek Rolniczej Spółdzielni Produkcyjnej „Nowa Wieś” w Golicach, do którego przeniesiono Oddział i bankomat. W budynku znajduje się, ponownie otwarty w Górzycy, sklep RSP.
W 2005 roku zniesiono strażnicę Straży Granicznej. Strażnica działała od 1945, kiedy zorganizowano placówkę Wojsk Ochrony Pogranicza – Strażnicę Górzyca, a w latach 1945–1947 także 10 Komenda Odcinka Górzyca przeniesiona do Słońska. Obecnie w budynku działa Gminny Ośrodek Pomocy Społecznej, przeniesiony z budynku przy ul. Wolności. Wcześniej w budynku przy ul. Wolności mieściło się Przedszkole Samorządowe, przeniesione uprzednio z ulicy Kolejowej. Przedszkole Samorządowe następnie powróciło na ul. Kolejową, tym razem do budynku po byłej siedzibie PPGR, a budynek przy ul. Wolności połączono z sąsiadującym budynkiem szkoły. Po pewnym czasie Przedszkole Samorządowe uległo likwidacji.
23 czerwca 2017 po raz pierwszy w Górzycy dokonano zmian istniejących dotychczas nazw ulic. Zmieniono nazwę ulicy Osiedle 40-lecia PRL i ulicy gen. Karola Świerczewskiego. Zmiany nazw wymusiła tzw. ustawa dekomunizacyjna. Nowe nazwy wybrali mieszkańcy. Ulica Osiedle 40-lecia PRL od 11 lipca 2017 nazywa się ulicą Osiedle Kwiatowe (patrz wyżej).
Natomiast Ulica gen. Karola Świerczewskiego od 11 lipca 2017 nazywa się ulicą Parkową. Inne propozycje (w kolejności otrzymanych głosów): ul. gen. Karola Świerczewskiego (dotychczasowa nazwa), ul. Marii Kwaśniewskiej, ul. Marii Bajkowej, ul. Pierwszych Nauczycieli. Żadnego poparcia nie otrzymały propozycje: ul. Jana Kochanowskiego, ul. Jana III Sobieskiego, ul. ks. dra Bolesława Dratwy.

## Przynależność
Przynależność polityczno-administracyjna (podkreślenie – następująca zmiana):
- Przed 1120: przynależność sporna z powodu braku zachowanych źródeł pisanych
- 1120-1138: Państwo Piastów, ziemia lubuska (przynależność bezpośrednia, bez zwierzchności lennej)
- 1138-1146: Księstwo śląskie, ziemia lubuska jako dzielnica Władysława II Wygnańca
- 1146-1163: Księstwo śląskie, ziemia lubuska jako dzielnica Bolesława IV Kędzierzawego
- 1163-1201: Księstwo śląskie, ziemia lubuska jako dzielnica Bolesława I Wysokiego
- 1201-1206: Księstwo śląskie Henryka I Brodatego, ziemia lubuska
- 1206-1209: Księstwo wielkopolskie Władysława III Laskonogiego, ziemia lubuska
- 1209-1210: Marchia Dolnołużycka Konrada II Wettyna
- 1211-1218: Księstwo śląskie Henryka I Brodatego, ziemia lubuska
- 1218-1225: Księstwo wielkopolskie Władysława III Laskonogiego, ziemia lubuska
- 1225-1230: Święte Cesarstwo Rzymskie, Marchia Brandenburska
- 1230-1238: Księstwo śląskie Henryka I Brodatego, ziemia lubuska
- 1239-1241: Księstwo śląskie Henryka II Pobożnego, ziemia lubuska
- 1241-1242: Księstwo lubuskie (wydzielone z księstwa śląskiego), pod rządami Mieszka Lubuskiego
- 1243-1248: Księstwo śląskie, ziemia lubuska jako dzielnica Bolesława II Rogatki
- 1250-1252: Ziemia lubuska jako kondominium margrabiego Brandenburgii Ottona III i arcybiskupa magdeburskiego Wilbranda von Käfernburga
- 1252-1373: Święte Cesarstwo Rzymskie, Marchia Brandenburska (dyn. Askańczyków i Wittelsbachów)
- 1373-1415: Święte Cesarstwo Rzymskie, Królestwo Czech (dyn. Luksemburczyków), Marchia Brandenburska, Nowa Marchia
- 1415-1618: Święte Cesarstwo Rzymskie, Marchia Brandenburska (dyn. Hohenzollernów), Nowa Marchia
- 1618-1701: Święte Cesarstwo Rzymskie, Brandenburgia-Prusy (dyn. Hohenzollernów), Marchia Brandenburska, Nowa Marchia
- 1701-1806: Święte Cesarstwo Rzymskie, Królestwo Prus (dyn. Hohenzollernów), Nowa Marchia
- 1806-1815: Królestwo Prus (dyn. Hohenzollernów), Nowa Marchia
- 1816–1866: Związek Niemiecki, Królestwo Prus, prowincja Brandenburgia, rejencja frankfurcka, powiat torzymski, miasto
- 1866–1871: Związek Północnoniemiecki, Królestwo Prus, prowincja Brandenburgia, rejencja frankfurcka, powiat torzymski, miasto
- 1871–1873: Cesarstwo Niemieckie, Królestwo Prus, prowincja Brandenburgia, rejencja frankfurcka, powiat torzymski, miasto
- 1873–1918: Cesarstwo Niemieckie, Królestwo Prus, prowincja Brandenburgia, rejencja frankfurcka, powiat zachodniotorzymski, miasto
- 1919–1933: Rzesza Niemiecka, kraj związkowy Prusy, prowincja Brandenburgia, rejencja frankfurcka, powiat zachodniotorzymski, miasto
- 1933–1939: Rzesza Niemiecka, prowincja Brandenburgia, rejencja frankfurcka, powiat zachodniotorzymski, miasto
- 1939–1945: Rzesza Niemiecka, Marchia Brandenburska, rejencja frankfurcka, powiat zachodniotorzymski, miasto
- 1945: Rzeczpospolita Polska
- 1945: Rzeczpospolita Polska, Ziemie Odzyskane, okręg Pomorze Zachodnie
- 1945: Rzeczpospolita Polska, Ziemie Odzyskane, okręg Pomorze Zachodnie, obwód Frankfurt
- 1945: Rzeczpospolita Polska, Ziemie Odzyskane, okręg Pomorze Zachodnie, obwód Frankfurt, miasto
- 1945: Rzeczpospolita Polska, Ziemie Odzyskane, okręg Pomorze Zachodnie, obwód rypiński, miasto
- 1945–1946: Rzeczpospolita Polska, województwo poznańskie, powiat rypiński, miasto
- 1946: Rzeczpospolita Polska, województwo poznańskie, powiat rzepiński, miasto
- 1946–1950: Rzeczpospolita Polska, województwo poznańskie, powiat rzepiński, gmina Górzyca
- 1950–1952: Rzeczpospolita Polska, województwo zielonogórskie, powiat rzepiński, gmina Górzyca
- 1952–1954: Polska Rzeczpospolita Ludowa, województwo zielonogórskie, powiat rzepiński, gmina Górzyca
- 1954–1958: Polska Rzeczpospolita Ludowa, województwo zielonogórskie, powiat rzepiński, gromada Górzyca
- 1959–1972: Polska Rzeczpospolita Ludowa, województwo zielonogórskie, powiat słubicki, gromada Górzyca
- 1973–1975: Polska Rzeczpospolita Ludowa, województwo zielonogórskie, powiat słubicki, gmina Górzyca
- 1975–1989: Polska Rzeczpospolita Ludowa, województwo gorzowskie, gmina Górzyca
- 1989–1998: Rzeczpospolita Polska, województwo gorzowskie, gmina Górzyca
- 1999–teraz: Rzeczpospolita Polska, województwo lubuskie, powiat słubicki, gmina Górzyca

## Podział
Jedyną częścią miejscowości są Doły (niem. Kiesberg) – oznaczone jako inny obiekt.
W granicach miejscowości znajdują się także dawne jednostki osadnicze: Glinki Górzyckie (niem. Göritz Ziegelei), Leszczyki (niem. Albrechts-Mühle – w miejscu obecnych: podstacji trakcyjnej Górzyca PKP Energetyka oraz Głównego Punktu Zasilającego Górzyca) i Targacz (niem. Dommühle), ale nazwy te dzisiaj nie są urzędowo używane ani nie istnieją w świadomości.

## Ulice i place
| Nazwa obecna               | Nazwa niemiecka                                                          | Uwagi |
| -------------------------- | ------------------------------------------------------------------------ | --- |
| Ulica Ceglana              | Ziegeleistraße                                                           | |
| Ulica Dębowa               |                                                                          | nazwa nadana w 2017 roku                                                                                   |
| Ulica Fiołkowa             |                                                                          | nazwa nadana w 2019 roku                                                                                   |
| Ulica Jaśminowa            |                                                                          | |
| Ulica Klonowa              |                                                                          | nazwa nadana w 2017 roku                                                                                   |
| Ulica Kolejowa             | Bahnhofstraße                                                            | |
| Ulica Kostrzyńska          | Königstraße Braugang Kirchplatz Gartenstraße Küstriner Straße            | obecnie niewyznaczona w zabudowie i bez przejazdu                                                          |
| Ulica Osiedle Kwiatowe     |                                                                          | do 2017: Ulica Osiedle 40-lecia PRL                                                                        |
| Ulica Lipowa               |                                                                          | nazwa nadana w 2017 roku                                                                                   |
| Ulica Makowa               |                                                                          | nazwa nadana w 2018 roku                                                                                   |
| Ulica Na Wzgórzu           |                                                                          | nazwa nadana w 2019 roku                                                                                   |
| Ulica Gabriela Narutowicza | Gänsewerder                                                              | |
| Ulica Odrzańska            | Bierhofelweg Fährstraße                                                  | |
| Ulica Ogrodowa             | Kolonistenstraße Feuerweg                                                | obecnie niewyznaczona w zabudowie i bez przejazdu                                                          |
| Ulica Parkowa              | Lindenstraße Topfersplatz                                                | do 2017: Ulica gen. Karola Świerczewskiego; Topfersplatz obecnie niewyznaczony w zabudowie i bez przejazdu |
| Ulica Polna                | Zingelstraße Spudlower Straße (albo: Alte Drossener Straße)              | obecnie częściowo niewyznaczona w zabudowie i bez przejazdu                                                |
| Ulica Przemysłowa          |                                                                          | nazwa nadana w 2019 roku                                                                                   |
| Ulica Mikołaja Reja        | Sandkütenweg Dommühlenstraße Kietzerstraße Fiescherweg                   | |
| Ulica Robotnicza           | Amthofstraße Amtgärtnerei                                                | |
| Ulica Różana               |                                                                          | |
| Ulica Rzepińska            | Lässiger Straße (albo: Reppener Straße) Friedhofstraße Wilhelmsplatz     | obecnie niewyznaczony w zabudowie (teren szkoły)                                                           |
| Ulica Słoneczna            |                                                                          | |
| Ulica Słubicka             |                                                                          | w planie                                                                                                   |
| Ulica Sosnowa              |                                                                          | nazwa nadana w 2019 roku                                                                                   |
| Ulica Tulipanowa           |                                                                          | nazwa nadana w 2018 roku                                                                                   |
| Park Wiejski               | Stadtpark (albo: Kaiser-Wilhelm-Park)                                    | do 1946: Park Miejski                                                                                      |
| Ulica Wolności             | Frankfurter Straße Sonnenburger Straße Wasserlauf Säpziger Straße Holweg | obecnie zanikła                                                                                            |
| Ulica 1 Maja               | Schulstraße Lisegansplatz Dietzesplatz Kietzer Gang                      | |
|                            | Bahnhofsberge                                                            | bez polskiej nazwy                                                                                         |
|                            | Stadtgarten                                                              | bez polskiej nazwy                                                                                         |

Źródła:

## Zabytki

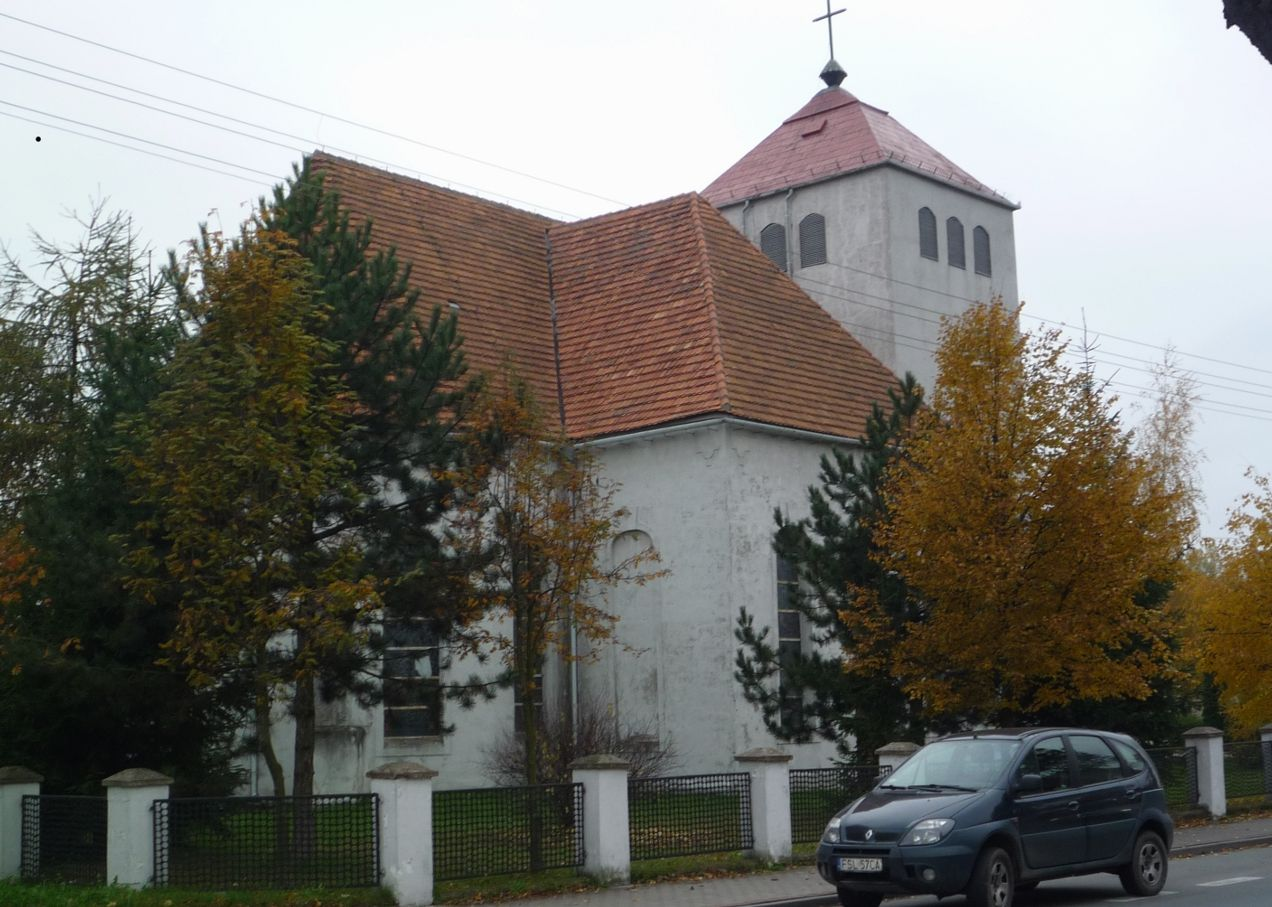
Kościół w Górzycy

Do wojewódzkiego rejestru zabytków wpisany jest:
- kościół ewangelicki, obecnie rzymskokatolicki parafialny pod wezwaniem Matki Łaski Bożej, z XV wieku, XVIII wieku, zburzony w czasie II wojny światowej, odbudowany w latach 1980–1982[44]

Inne zabytki:
- część zabudowań b. PGR: dom z ok. 1919 r., obora z ok. 1920 r., dom z ok. 1930 r., czworaki z ok. 1920 r., magazyn folwarku z ok. 1930 r., obory folwarku z 1920 r.,
- budynek Urzędu Gminy z ok. 1920 r.;
- budynek Urzędu Pocztowego z ok. 1920 r.;
- budynek b. Posterunku Policji Lokalnej z 1901 r.;
- brama i niektóre części Parku Wiejskiego przy ul. Ogrodowej z II poł. XIX w.;
- części Cmentarza Komunalnego z końca XIX w.: ogrodzenie i obydwie bramy, pozostałości nagrobków w murze i aleja;
- pozostałości po wykopaliskach archeologicznych w miejscu dawnego klasztoru.

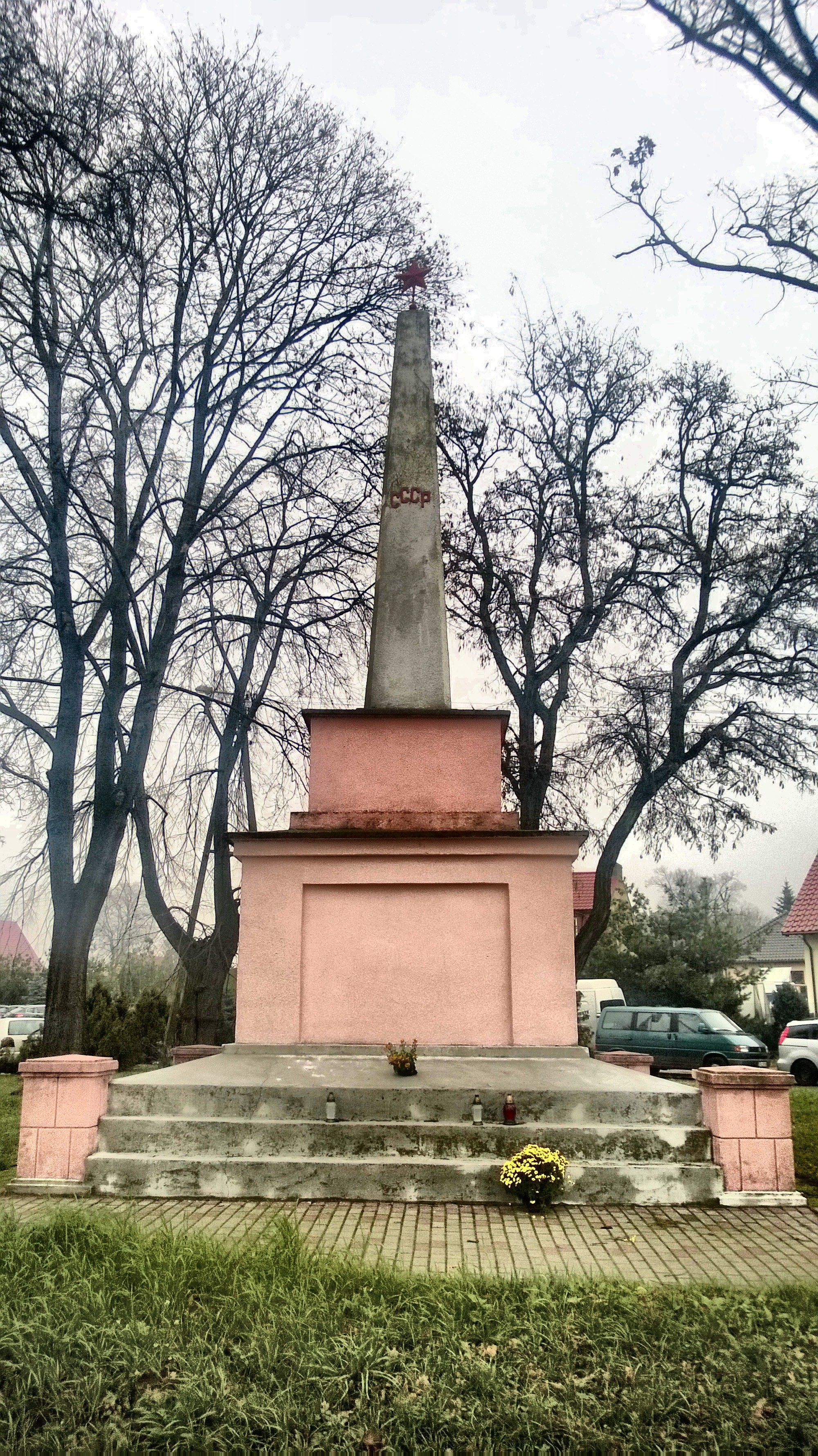
Pomnik Żołnierzy Radzieckich w 2015 roku

W miejscowości znajduje się Pomnik Żołnierzy Radzieckich, powstały w formie obelisku na cześć żołnierzy radzieckich 8 Gwardyjskiej Armii, którzy zginęli w lutym 1945 roku podczas walk z Niemcami. Został zbudowany w 1945 roku. Do 1953 roku znajdowały się przy nim mogiły poległych żołnierzy, przeniesione na Cmentarz Żołnierzy Radzieckich w Cybince-Podbiałkowie. Pod pomnikiem odbywały się uroczystości z okazji Dnia Wyzwolenia Górzycy 5 lutego, Święta Państwowego 1 maja (punkt początkowy pochodu pierwszomajowego), rocznicy wybuchu II Wojny Światowej 1 września i Dnia Wielkiej Socjalistycznej Rewolucji Październikowej 7 listopada (wartę honorową wystawiała Strażnica WOP Górzyca 2 żołnierzy i 6 Drużyna Harcerska im. Zawiszy Czarnego w Górzycy 4 harcerzy). W 1967 roku pomnik odwiedziła wdowa po jednym z poległych żołnierzy, oficjalnie przyjęta. Po zaniechaniu oficjalnych uroczystości pod pomnikiem corocznie mieszkańcy zapalają znicze w Dzień Zmarłych i Poległych 1 listopada. W 2001 roku dokonano renowacji pomnika. 23 lutego 2018 roku Rada Gminy Górzyca wyraziła wolę usunięcia Pomnika Żołnierzy Radzieckich w związku z tzw. ustawą dekomunizacyjną. 6 kwietnia 2018 z pomnika usunięto obelisk ze skrótem w języku rosyjskim СССР (tłum. ZSRR) zwieńczony gwiazdą, a pozostałą część pozostawiono. 1 sierpnia 2018 częściowo rozebrany pomnik odwiedziła rodzina żołnierza radzieckiego poległego w Górzycy. 11 listopada 2018 przy pomniku odbyły się uroczystości Setnej Rocznicy Odzyskania Niepodległości Rzeczypospolitej Polskiej, w ramach których wójt gminy Górzyca odsłonił tablicę upamiętniającą rocznicę, a pod pomnikiem złożono kwiaty i wieńce.
Ponadto na Cmentarzu Komunalnym znajdują się dwa groby nieznanych żołnierzy Wojska Polskiego, w tym jeden przeniesiony w 1953 roku z tymczasowej mogiły z obszaru Górzycy.

## Demografia
Dla 1966 razem z miejscowościami Owczary i Ługi Górzyckie.
Źródło:

## Infrastruktura

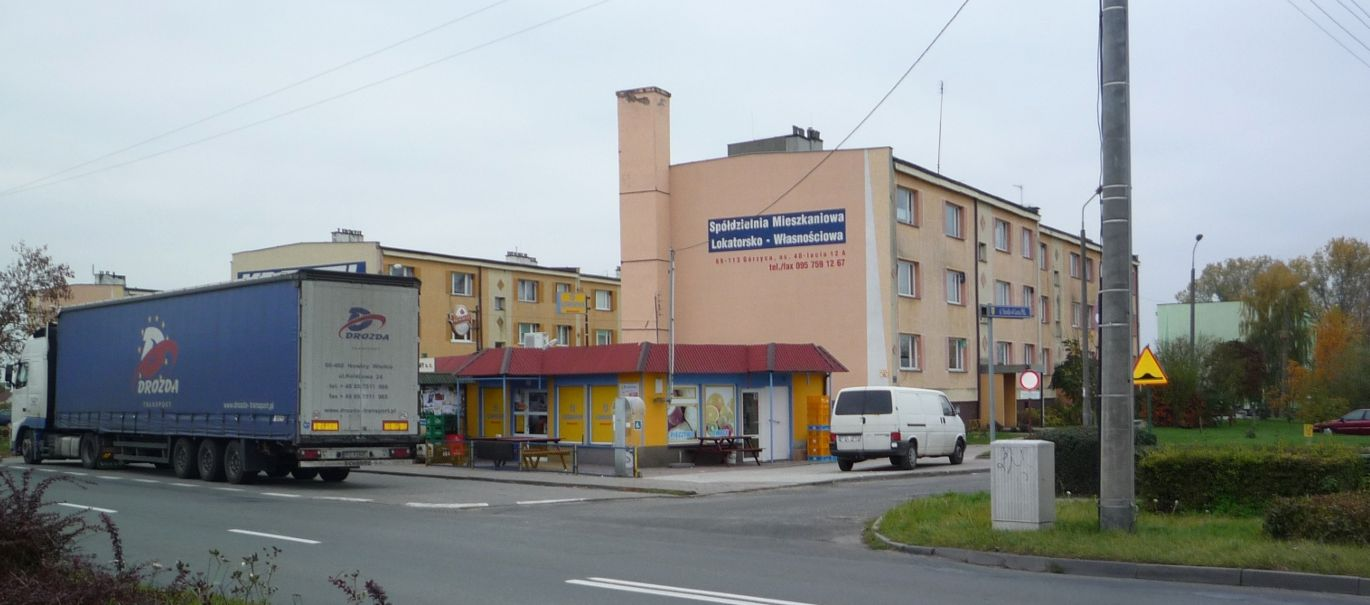
Osiedle Kwiatowe w Górzycy (wówczas jako Osiedle 40-lecia PRL)

W Górzycy planowane było utworzenie Straży Gminnej, budowa przeprawy promowej Słubice-Frankfurt nad Odrą-Nowy Lubusz-Lubusz-Górzyca-Kostrzyn nad Odrą wraz z portem dla małej żeglugi oraz dla barek do załadunku materiałów sypkich, budowa hali widowiskowo-sportowej Planowane są budowy dróg rowerowych Górzyca – Czarnów (ok. 8,5 km) i dalsza budowa drogi dla rowerów na wale Odry (ok. 12 km). Ponadto w przyszłości nastąpi połączenie z przylegającą wsią – Owczarami, co jest związane ze staraniami o uzyskanie praw miejskich.
Przy granicy ze wsią Ługi Górzyckie, ul. Robotnicza 17, mieści się Schronisko dla Bezdomnych Zwierząt „Kolebka Słońca”, finansowane wspólnie z Gminą Słubice, a prowadzone przez Fundację Pro Animale dla Zwierząt w Potrzebie.

## Przewozy

### Drogi
Miejscowość znajduje się przy drodze krajowej nr 31 Słubice-Górzyca-Kostrzyn nad Odrą-Szczecin oraz przy drodze wojewódzkiej nr 139 Górzyca-Kowalów-Rzepin-Gądków Wielki.

### Autobusy
W miejscowości znajdują się trzy zespoły przystanków autobusowych Górzyca Ulica Wolności, Górzyca Osiedle nż. i Górzyca Szkoła.
Istnieje sieć bezpośrednich połączeń autobusowych do następujących kierunków:
- Słubice,
- Kostrzyn nad Odrą,
- Dębno Lubuskie
- Rzepin,
- Myślibórz,
- Ośno Lubuskie PKP.

Miejscowość jest obsługiwana przez 12 kursów, przy czym w ferie letnie liczba kursów jest zmniejszona do dwóch (1 para Kostrzyn nad Odrą – Słubice). W soboty, niedziele i święta miejscowość nie posiada żadnych połączeń autobusowych.
Połączenia są prowadzone przez przedsiębiorstwa PKS w Myśliborzu i Słubicach.

### Kolej
W Górzycy mieści się przystanek kolejowy Górzyca, który znajduje się na linii kolejowej nr 273 „Nadodrzance” łączącej Wrocław Główny ze Szczecinem Głównym.
Bezpośrednie połączenia kolejowe umożliwiają dotarcie do wszystkich punktów na tej linii w kierunku Szczecina Głównego, do wszystkich punktów do Zielonej Góry oraz do Rzepina. Zatrzymują się tylko pociągi osobowe REGIO.
W okresie epidemii koronawirusa zespołu ostrej niewydolności oddechowej SARS-CoV-2, od 16 marca 2020 do 13 czerwca 2020 ograniczono połączenia kolejowe osobowe. Czasowo odwołano 2 pociągi lub skrócono przebiegi łącznie 4 pociągom.

## Amatorski ruch artystyczny
Współcześnie w miejscowości działają trzy zespoły:
- Zespół Śpiewaczy „Odrzanki” przy Gminnym Ośrodku Kultury w Górzycy,
- Górzycka Kapela Ludowa przy Gminnym Ośrodku Kultury w Górzycy,
- Zespół Seniorów „Górzyczanie” przy Gminnym Ośrodku Pomocy Społecznej w Górzycy.

Zespoły te zdobywają wiele nagród i wyróżnień. Występują na wielu miejscowych zabawach, imprezach, świętach, festynach i dożynkach.

### „Odrzanki”
Zespół Śpiewaczy „Odrzanki” powstał 8 marca 1987 roku przy Gminnym Ośrodku Kultury, w skład którego weszły członkinie Koła Gospodyń Wiejskich. Po trzech miesiącach zespół zajął IV miejsce na Przeglądzie Wojewódzkim Zespołów Ludowych. W składzie Zespołu w 1987 powstał zespół kapeli ludowej „Odrzanie”. W ówczesnym okresie przy GOK działał również Zespół Wokalny „Wiolinki”, włączony następnie bezpośrednio w skład „Odrzanek”, oraz zespół wokalno-instrumentalny „Ex brak”. Zespół Śpiewaczy „Odrzanki” dawał wówczas występy także w województwie szczecińskim i pilskim. Zespół Śpiewaczy „Odrzanki” w swoim repertuarze posiada pieśni ludowe, kościelne, kresowe, patriotyczne, które wykonuje a’capella w dwu-, trzy- lub czterogłosie. Uczestniczy w różnego rodzaju przeglądach i spotkaniach z kulturą ludową, reprezentując Gminę Górzyca i Powiat Słubicki. Zespół współpracuje z zespołem perkusyjnym Państwowej Szkoły Muzycznej I Stopnia im. Stanisława Moniuszki w Słubicach. Zespołowi przyznano odznakę honorową „Zasłużony dla Kultury Polskiej”.

### Kapela Ludowa
W 1997 roku Kapela „Odrzanie” z Zespołu Śpiewaczego „Odrzanki” usamodzielniła się i odtąd zaczęła działać jako Górzycka Kapela Ludowa. Członkowie kapeli występują w strojach ludowych samodzielnie zaprojektowanych. Kapela występuje na zabawach okolicznościowych w Powiecie Słubickim. Występowała także w Niemczech, Austrii i Niderlandach. W swoim repertuarze posiada stare pieśni ludowe, patriotyczne, kresowe i biesiadne. Kapela jest jedną z ostatnich kapel w województwie lubuskim. Kapeli przyznano odznakę honorową „Zasłużony dla Kultury Polskiej”.
W 2017 kapela zakończyła szerszą działalność z uwagi na brak wsparcia finansowego ze strony Gminy, wciąż jednak odpowiada na zaproszenia i występuje okazjonalnie na mniejszych imprezach.

### „Górzyczanie”
Zespół Seniorów „Górzyczanie” powstał w roku 2004 przy Gminnym Ośrodku Pomocy Społecznej. Zespół tworzą członkowie Klubu Seniora w Górzycy. W 2009 roku zespół uzyskał własną siedzibę. W swoim repertuarze posiada stare pieśni biesiadne, folkowe, patriotyczne, okolicznościowe, kościelne i ludowe. Zespół wydał płytę.

### „Granica”
W latach 1952–1974 działał cywilno-wojskowy, teatralno-dramatyczny zespół artystyczny „Granica”. W grudniu 1952 wśród nauczycieli Szkoły Podstawowej zrodził się pomysł zorganizowania zespołu artystycznego. 15 grudnia 1952 zebrała się 20-osobowa grupa chętnych. Zespół tworzyli pracownicy zakładów, robotnicy, pracownicy rolni, żołnierze WOP i starsza młodzież szkolna. Postanowiono wystawić sztukę „Buraczane liście”, którą przestawiono 18 stycznia 1953. 2 tygodnie później sztukę wystawiono w Żabicach, a w marcu 1953 w Słubicach na eliminacjach powiatowych, gdzie zespół zdobył I miejsce. W zespole działał także chór i sekcja taneczna. Z początkiem 1959 zespół przygotował sztukę Stanisława Kozłowskiego w IV aktach pt. „Zaloty na kwaterze”. Premiera odbyła się w Górzycy 8 marca 1959. Wiosną 1959 zespół ze sztuką objechał Pamięcin, Żabice, Kowalów, Słońsk i Golice. W maju 1959 zespół przygotował 1-aktową sztukę pt. „Poseł czy kominiarz”, z którą pojechał na eliminacje strażnic Wojsk Ochrony Pogranicza do Słubic i zdobył I miejsce. W 1959 roku zespół był jeszcze w Kostrzynie na zaproszenie dowódcy strażnicy WOP oraz na Winobraniu w Zielonej Górze. W 1960 zespół wystawiał sztuki „Werbel domowy”, „Ostrożny”, „Gospodarz to ja” i „Moralność Pani Dulskiej”, a chór i sekcja taneczna dały występ podczas akademii z okazji 20 rocznicy powstania Polskiej Partii Robotniczej. W 1966 roku zespół odrodził się po kilku latach zastoju. Wystawił sztukę „Jutro Berlin”. W 1967 roku zespół przygotował 4-aktową sztukę Stanisława Kozłowskiego pt. „Baśka”, premiera odbyła się w Górzycy 12 lutego 1967. Następnie „Baśkę” wystawiono w Laskach Lubuskich, Pławidle, Golicach, Pamięcinie, Żabicach oraz na akademii poświęconej X-leciu Związku Młodzieży Wiejskiej i XXV-leciu Polskiej Partii Robotniczej w Słubicach. W następnych latach zespół wystawiał sztuki Jana Fredry „Consilium facultatis”, A. Nieborowskiego „W drodze do Berlina” oraz widowisko „Jeszcze raz 1000 lat”. W 1974 roku zespół wystawił sztukę „Obcy” oraz przygotował występ na akademię 1-majową pt. „Po ten kwiat czerwony”. W związku z kolejnym odejściem żołnierzy do rezerwy działalność zespołu zamarła.

### Kabaret „Szczypawka”
W latach 1976–1982 działał Kabaret „Szczypawka”.

## Sport i rekreacja
W Górzycy istnieje Kompleks Sportowo-Rehabilitacyjny wyposażony w cztery korty, boiska uniwersalne, zaplecze lekkoatletyczne, stajnie dla koni z torem jeździeckim oraz w stadion piłkarski o pojemności 1000 widzów, w tym 700 siedzących.
W miejscowości znajduje się zespół zieleni „Park Wiejski” przy ul. Ogrodowej.

### Klub Sportowy „Odra”
W 1958 roku powstał Ludowy Zespół Sportowy „Odra” Górzyca. Początkowo posiadał wyłącznie sekcję piłki nożnej. W latach 70. powstały kolejne sekcje: tenisa ziemnego i stołowego, piłki siatkowej, szachowa i wędkarska. Sekcja tenisa ziemnego gra od 1979 roku na powstałych wówczas kortach w Parku Wiejskim. W latach 80. powstały sekcje: strzelecka, lekkoatletyczna i brydża sportowego. Obecnie Klub Sportowy „Odra” Górzyca występuje w gorzowskiej klasie okręgowej. Charakterystyczne barwy zespołu: żółto-czerwone.

### Sezon po sezonie Odry Górzyca
| Poziom rozgrywek | Liczba sezonów | Sezony |
| ---------------- | -------------- | --- |
| I                | 0              | - |
| II               | 0              | |
| III              | 0              | |
| IV               | 3              | 1991/1992, 2004/2005, 2005/2006 |
| V                | 19             | 1974/1975, 1975/1976, 1979/1980, 1980/1981, 1981/1982, 1982/1983, 1983/1984, 1984/1985, 1990/1991, 1992/1993, 1993/1994, 1994/1995, 2002/2003, 2003/2004, 2006/2007, 2007/2008, 2008/2009, 2009/2010, 2016/2017 |
| VI               | 31             | 1958, 1959, 1960, 1960/1961, 1961/1962, 1962/1963, 1963/1964, 1964/1965, 1965/1966, 1969/1970, 1970/1971, 1976/1977, 1977/1978, 1978/1979, 1985/1986, 1986/1987, 1987/1988, 1988/1989, 1989/1990, 1995/1996, 1996/1997, 2000/2001, 2001/2002, 2010/2011, 2011/2012, 2012/2013, 2013/2014, 2014/2015, 2015/2016, 2017/2018, 2018/2019 |
| VII              | 15             | 1966/1967, 1967/1968, 1968/1969, 1971/1972, 1972/1973, 1973/1974, 1997/1998, 1998/1999, 1999/2000, 2019/2020, 2020/2021, 2021/2022, 2022/2023, 2023/2024, 2024/2025 |
| VIII             | 0              | |

| Sezon     | Liga                                              | Miejsce | Punkty | Bramki | Z  | R | P  | lość spotkań ligowych + baraże | Puchar Polski (Regionalny)         | Poziom ligowy | Uwagi |
| --------- | ------------------------------------------------- | ------- | ------ | ------ | -- | - | -- | ------------------------------ | ---------------------------------- | ------------- | --- |
| 1958      | Klasa C Grupa I (Krośnieńsko-Słubicka)            | 8/9     | 6      | 14-52  |    |   |    | 16                             |                                    | VI            | występy pod nazwą LZS Odra Górzyca |
| 1959      | Klasa C (Krośnieńsko-Słubicka)                    | 10/10   |        |        |    |   |    | 18                             |                                    | VI            | występy pod nazwą LZS Odra Górzyca, , zespół został wycofany z rozgrywek podczas sezonu                                                                                               |
| 1960      | Klasa C                                           |         |        |        |    |   |    |                                |                                    | VI            | występy pod nazwą LZS Odra Górzyca |
| 1960/1961 | Klasa C                                           |         |        |        |    |   |    |                                |                                    | VI            | występy pod nazwą LZS Odra Górzyca |
| 1961/1962 | Klasa C                                           |         |        |        |    |   |    |                                |                                    | VI            | występy pod nazwą LZS Odra Górzyca |
| 1962/1963 | Klasa C                                           |         |        |        |    |   |    |                                |                                    | VI            | występy pod nazwą LZS Odra Górzyca |
| 1963/1964 | Klasa C                                           |         |        |        |    |   |    |                                |                                    | VI            | występy pod nazwą LZS Odra Górzyca |
| 1964/1965 | Klasa C                                           |         |        |        |    |   |    |                                |                                    | VI            | występy pod nazwą LZS Odra Górzyca |
| 1965/1966 | Klasa C                                           | ?/?     |        |        |    |   |    |                                |                                    | VI            | występy pod nazwą LZS Odra Górzyca, reorganizacja rozgrywek |
| 1966/1967 | Klasa C (Słubice)                                 |         |        |        |    |   |    |                                |                                    | VII           | występy pod nazwą LZS Odra Górzyca |
| 1967/1968 | Klasa C (Słubice)                                 |         |        |        |    |   |    |                                |                                    | VII           | występy pod nazwą LZS Odra Górzyca |
| 1968/1969 | Klasa C (Słubice)                                 | 1/?     |        |        |    |   |    |                                |                                    | VII           | występy pod nazwą LZS Odra Górzyca |
| 1969/1970 | Klasa B (Gorzów Wielkopolski)                     | 5/12    | 26     | 67-63  |    |   |    | 22                             |                                    | VI            | występy pod nazwą LZS Odra Górzyca |
| 1970/1971 | Klasa B (Gorzów Wielkopolski)                     | 12/12   | 2      | 20-77  |    |   |    | 22                             |                                    | VI            | występy pod nazwą LZS Odra Górzyca |
| 1971/1972 | Klasa C (Słubice)                                 |         |        |        |    |   |    |                                |                                    | VII           | występy pod nazwą LZS Odra Górzyca |
| 1972/1973 | Klasa C (Słubice)                                 | 2/10    | 34     | 84-25  |    |   |    | 18                             |                                    | VII           | występy pod nazwą LZS Odra Górzyca |
| 1973/1974 | Klasa C (Słubice)                                 | 4/10    | 25     | 50-24  |    |   |    | 18                             |                                    | VII           | występy pod nazwą LZS Odra Górzyca, reorganizacja rozgrywek |
| 1974/1975 | Klasa A (Słubice)                                 | 3/14    | 39     | 105-51 |    |   |    | 26                             |                                    | V             | występy pod nazwą LZS Odra Górzyca |
| 1975/1976 | Klasa B grupa I (Gorzów Wielkopolski)             | 6/14    | 27     | 77-79  |    |   |    | 26                             |                                    | V             | występy pod nazwą LZS Odra Górzyca, reorganizacja rozgrywek, powstanie OZPN Gorzów Wielkopolski                                                                                       |
| 1976/1977 | Klasa C grupa I (Słubice)                         | 2/10    | 31     | 70-31  |    |   |    | 18                             |                                    | VI            | występy pod nazwą LZS Odra Górzyca |
| 1977/1978 | Klasa C (Słubice)                                 | 2/14    | 39     | 126-40 |    |   |    | 23                             |                                    | VI            | występy pod nazwą LZS Odra Górzyca |
| 1978/1979 | Klasa C (Słubice)                                 | 1/11    | 35     | 85-23  |    |   |    | 20                             |                                    | VI            | występy pod nazwą LZS Odra Górzyca, reorganizacja rozgrywek |
| 1979/1980 | Klasa A grupa II (Gorzów Wielkopolski)            | 4/14    | 31     | 77-57  |    |   |    | 26                             |                                    | V             | występy pod nazwą LZS Odra Górzyca |
| 1980/1981 | Klasa A grupa II (Gorzów Wielkopolski)            | 3/14    | 38     | 103-46 |    |   |    | 26                             |                                    | V             | występy pod nazwą LZS Odra Górzyca |
| 1981/1982 | Klasa A grupa II Południowa (Gorzów Wielkopolski) | 3/14    | 35     | 82-48  |    |   |    | 26                             |                                    | V             | występy pod nazwą LZS Odra Górzyca |
| 1982/1983 | Klasa A grupa II Południowa (Gorzów Wielkopolski) | 8/14    | 26     | 63-59  |    |   |    | 26                             |                                    | V             | występy pod nazwą LZS Odra Górzyca |
| 1983/1984 | Klasa A grupa II Południowa (Gorzów Wielkopolski) | 5/16    | 32     | 70-45  |    |   |    | 30                             |                                    | V             | występy pod nazwą LZS Odra Górzyca |
| 1984/1985 | Klasa A grupa II Zachodnia (Gorzów Wielkopolski)  | 7/12    | 22     | 41-43  |    |   |    | 22                             |                                    | V             | występy pod nazwą LZS Odra Górzyca, reorganizacja rozgrywek |
| 1985/1986 | Klasa A grupa II Południowa (Gorzów Wielkopolski) | 7/14    | 27     | 49-37  |    |   |    | 26                             |                                    | VI            | występy pod nazwą LZS Odra Górzyca |
| 1986/1987 | Klasa A grupa II Południowa (Gorzów Wielkopolski) | 3/15    | 38     | 58-13  |    |   |    | 28                             |                                    | VI            | występy pod nazwą LZS Odra Górzyca |
| 1987/1988 | Klasa A grupa II Południowa (Gorzów Wielkopolski) | 8/14    | 25     | 36-42  |    |   |    | 26                             |                                    | VI            | występy pod nazwą LZS Odra Górzyca |
| 1988/1989 | Klasa A grupa I (Gorzów Wielkopolski)             | 7/12    | 24     | 51-40  |    |   |    | 22+2                           |                                    | VI            | występy pod nazwą LZS Odra Górzyca, reorganizacja rozgrywek, baraże o utrzymanie w Klasie A, Odra 6-1 Orzeł Łowyń , Orzeł Łowyń 1-1 Odra                                              |
| 1989/1990 | Klasa A grupa II Południowa (Gorzów Wielkopolski) | 6/13    | 27     | 47-46  |    |   |    | 24                             |                                    | VI            | występy pod nazwą LZS Odra Górzyca, reorganizacja rozgrywek |
| 1990/1991 | Klasa A grupa II Południowa (Gorzów Wielkopolski) | 1/14    | 37     | 55-33  |    |   |    | 26                             |                                    | V             | występy pod nazwą LZS Odra Górzyca |
| 1991/1992 | Klasa Okręgowa (Gorzów Wielkopolski)              | 13/16   | 17     | 39-73  |    |   |    | 30                             |                                    | IV            | występy pod nazwą LZS Odra Górzyca, reorganizacja rozgrywek |
| 1992/1993 | Klasa Okręgowa (Gorzów Wielkopolski)              | 13/15   | 20     | 26-71  |    |   |    | 28                             |                                    | V             | występy pod nazwą LZS Odra Górzyca |
| 1993/1994 | Klasa Okręgowa (Gorzów Wielkopolski)              | 10/16   | 24     | 42-80  |    |   |    | 30                             |                                    | V             | występy pod nazwą LZS Odra Górzyca |
| 1994/1995 | Klasa Okręgowa (Gorzów Wielkopolski)              | 17/18   | 20     | 44-96  |    |   |    | 34                             |                                    | V             | występy pod nazwą LZS Odra Górzyca, drużyna wycofana z rozgrywek po zakończeniu sezonu                                                                                                |
| 1995/1996 | Klasa A grupa II (Gorzów Wielkopolski)            | 9/15    | 33     | 51-76  |    |   |    | 28                             |                                    | VI            | występy pod nazwą LZS Odra Górzyca |
| 1996/1997 | Klasa A grupa II (Gorzów Wielkopolski)            | 11/12   | 23     | 43-65  |    |   |    | 22                             |                                    | VI            | występy pod nazwą LZS Odra Górzyca, reorganizacja rozgrywek |
| 1997/1998 | Klasa A grupa II Południowa (Gorzów Wielkopolski) | 12/14   | 24     | 38-58  |    |   |    | 26                             |                                    | VII           | występy pod nazwą LZS Odra Górzyca |
| 1998/1999 | Klasa A grupa II Południowa (Gorzów Wielkopolski) | 12/15   | 23     | 52-86  |    |   |    | 26                             |                                    | VII           | występy pod nazwą LZS Odra Górzyca |
| 1999/2000 | Klasa A grupa II Południowa (Gorzów Wielkopolski) | 4/14    | 43     | 56-43  |    |   |    | 26                             |                                    | VII           | występy pod nazwą LZS Odra Górzyca, reorganizacja rozgrywek, powstanie LZPN |
| 2000/2001 | Klasa A Północno-Zachodnia (Gorzów Wielkopolski)  | 4/14    | 54     | 74-41  |    |   |    | 26                             |                                    | VI            | występy pod nazwą KS Odra Górzyca |
| 2001/2002 | Klasa A Północno-Zachodnia (Gorzów Wielkopolski)  | 2/14    | 57     | 92-31  |    |   |    | 26+2                           |                                    | VI            | występy pod nazwą KS Odra Górzyca, baraże o awans do Klasy Okręgowej: Odra 1-2 Polonia Lipki Wielkie, Polonia Lipki Wielkie 1-3 Odra                                                  |
| 2002/2003 | Liga Okręgowa (Gorzów Wielkopolski)               | 3/18    | 70     | 72-35  |    |   |    | 34                             | 1/2 LZPN                           | V             | występy pod nazwą KS Odra Górzyca |
| 2003/2004 | Liga Okręgowa (Gorzów Wielkopolski)               | 2/16    | 66     | 81-22  |    |   |    | 30+2                           |                                    | V             | występy pod nazwą KS Odra Górzyca Odrzańska, baraże o awans do IV Ligi (lubuskiej): Odra 5:1 Czarni Jelenin, Czarni Jelenin 1-3 Odra                                                  |
| 2004/2005 | IV liga (grupa lubuska)                           | 15/18   | 32     | 32-84  | 10 | 2 | 22 | 34+3                           | III runda OZPN Gorzów Wielkopolski | IV            | występy pod nazwą KS Odra Górzyca Odrzańska, baraże o utrzymanie w IV Lidze (lubuskiej): Ilanka Rzepin 2-1 Odra, Odra 0-7 Ilanka Rzepin, baraż uzupełniający: Odra 12-1 Toroma Torzym |
| 2005/2006 | IV liga (grupa lubuska)                           | 15/18   | 27     | 32-88  | 7  | 6 | 21 | 34                             | III runda OZPN Gorzów Wielkopolski | IV            | występy pod nazwą KS Odra Górzyca |
| 2006/2007 | Klasa Okręgowa (Gorzów Wielkopolski)              | 11/16   | 34     | 55-56  | 10 | 4 | 16 | 30                             | II runda OZPN Gorzów Wielkopolski  | V             | występy pod nazwą KS Odra Górzyca |
| 2007/2008 | Klasa Okręgowa (Gorzów Wielkopolski)              | 2/16    | 66     | 75-38  | 21 | 3 | 6  | 30                             | IV runda OZPN Gorzów Wielkopolski  | V             | występy pod nazwą KS Odra Górzyca, reorganizacja rozgrywek |
| 2008/2009 | IV liga (grupa lubuska)                           | 8/16    | 44     | 39-54  | 13 | 5 | 12 | 30                             | III runda OZPN Gorzów Wielkopolski | V             | występy pod nazwą KS Odra Górzyca |
| 2009/2010 | IV liga (grupa lubuska)                           | 15/16   | 14     | 29-91  | 4  | 2 | 24 | 30                             | III runda OZPN Gorzów Wielkopolski | V             | występy pod nazwą KS Odra Górzyca |
| 2010/2011 | Klasa Okręgowa (Gorzów Wielkopolski)              | 12/16   | 31     | 46-50  | 9  | 4 | 17 | 30                             | III runda OZPN Gorzów Wielkopolski | VI            | występy pod nazwą KS Odra Górzyca |
| 2011/2012 | Klasa Okręgowa (Gorzów Wielkopolski)              | 9/16    | 42     | 54-53  | 12 | 6 | 12 | 30                             | III runda OZPN Gorzów Wielkopolski | VI            | występy pod nazwą KS Odra Górzyca |
| 2012/2013 | Klasa Okręgowa (Gorzów Wielkopolski)              | 3/16    | 56     | 65-42  | 16 | 8 | 6  | 30                             | II runda OZPN Gorzów Wielkopolski  | VI            | występy pod nazwą KS Odra Górzyca |
| 2013/2014 | Klasa Okręgowa (Gorzów Wielkopolski)              | 10/16   | 39     | 74-70  | 12 | 3 | 15 | 30                             | II runda OZPN Gorzów Wielkopolski  | VI            | występy pod nazwą KS Odra Górzyca |
| 2014/2015 | Klasa Okręgowa (Gorzów Wielkopolski)              | 6/16    | 49     | 87-79  | 15 | 4 | 11 | 30                             | 1/8 LZPN                           | VI            | występy pod nazwą KS Odra Górzyca |
| 2015/2016 | Klasa Okręgowa (Gorzów Wielkopolski)              | 1/16    | 70     | 109-30 | 22 | 4 | 4  | 30                             | 1/8 LZPN                           | VI            | występy pod nazwą KS Odra Górzyca |
| 2016/2017 | IV liga (grupa lubuska)                           | 17/18   | 28     | 46-101 | 9  | 1 | 24 | 34                             | III runda OZPN Gorzów Wielkopolski | V             | występy pod nazwą KS Odra Górzyca |
| 2017/2018 | Colloseum Klasa Okręgowa (Gorzów Wielkopolski)    | 12/16   | 32     | 52-87  | 9  | 5 | 16 | 30                             | II runda OZPN Gorzów Wielkopolski  | VI            | występy pod nazwą KS Odra Górzyca |
| 2018/2019 | Klasa Okręgowa (Gorzów Wielkopolski)              | 16/16   | 18     | 33-95  | 4  | 6 | 20 | 30                             | II runda OZPN Gorzów Wielkopolski  | VI            | występy pod nazwą KS Odra Górzyca |
| 2019/2020 | Klasa A grupa II (Słubice)                        | 5/14    | 20     | 34-21  | 6  | 2 | 5  | 13                             | II runda OZPN Gorzów Wielkopolski  | VII           | występy pod nazwą KS Odra Górzyca, rundy wiosennej nie rozegrano ze względu na zagrożenie epidemiologiczne                                                                            |
| 2020/2021 | Klasa A grupa II (Słubice)                        | 4/13    | 41     | 66-50  | 13 | 2 | 9  | 24                             | IV runda LZPN Północ               | VII           | występy pod nazwą KS Odra Górzyca |
| 2021/2022 | Keeza Klasa A grupa II (Słubice)                  | 5/13    | 41     | 64-46  | 12 | 5 | 7  | 24                             | IV runda LZPN Północ               | VII           | występy pod nazwą KS Odra Górzyca |
| 2022/2023 | Keeza Klasa A grupa II (Słubice)                  | 8/14    | 38     | 66-59  | 12 | 2 | 12 | 26                             | -----------------                  | VII           | występy pod nazwą KS Odra Górzyca |
| 2023/2024 | Keeza Klasa A grupa II (Gorzów Wielkopolski)      | 8/14    | 36     | 72-63  | 11 | 3 | 12 | 26                             | -----------------                  | VII           | występy pod nazwą KS Odra Górzyca |
| 2024/2025 | Keeza Klasa A grupa II (Gorzów Wielkopolski)      | ?/14    |        |        |    |   |    | 26                             | I runda LZPN Północ                | VII           | występy pod nazwą KS Odra Górzyca |

- Opracował Mariusz Gazda Kostrzyn nad Odrą

 Występowali w Ekstraklasie (I poziom ligowy), I lidze (II poziom ligowy), II lidze (III poziom ligowy) 
- Kamil Sylwestrzak wychowanek Odry Górzyca, występował w Polskiej Ekstrzaklasie gdzie rozegrał 119 spotkań i strzelił 14 bramek w takich klubach jak Korona Kielce, Wisław Płock. W I lidze rozegrał 36 spotkań i strzelił I bramkę w barwach Chojniczanki Chojnice. Na III poziomie ligowym reprezentował barwy: Poloni Słubice, Mieszko Gniezno, Chrobrego Głogów.
- Radosław Sylwestrzak wychowanek Odry Górzyca, występował na boiskach I ligi gdzie rozegrał 6 spotkań w barwach GKS Katowice. Występował też na III poziomie w barwach: Radomiaka Radom, Siarki Tarnobrzeg, Widzewa Łódź, Stali Rzeszów.
- Roland Heppner wychowanek Odry Górzyca, występował na III poziomie ligowym w barwach Celulozy Kostrzyn nad Odrą, Poloni Słubice, Warty Poznań.

### Koło wędkarskie
W Górzycy działa Koło Polskiego Związku Wędkarskiego powstałe w 1976 roku.

## Ludzie związani
- biskupi lubuscy w latach 1267–1325 – urzędowali w miejscowości;
- Jerzy Fryckowski – dawny mieszkaniec[72];
- Dariusz Muszer – urodzony we wsi, dawny mieszkaniec[73];
- Edward Czernik – dawny mieszkaniec, absolwent Szkoły Podstawowej w Górzycy[74];
- Kamil Sylwestrzak – mieszkaniec[75], absolwent Szkoły Podstawowej im. Władysławowa Broniewskiego w Górzycy[76], wychowanek Klubu Sportowego „Odra” Górzyca;
- Radosław Sylwestrzak – mieszkaniec, absolwent Szkoły Podstawowej im. Władysławowa Broniewskiego w Górzycy[77], wychowanek Klubu Sportowego „Odra” Górzyca[78];
- Dominika Podhajecka – mieszkanka, wychowanka Górzyckiego Klubu Tenisowego „Smecz”[79][80].